# Irish Open 1939
Die Irish Open 1939 waren die 33. Austragung dieser internationalen Meisterschaften von Irland im Badminton. Sie fanden in Belfast statt.	

## Finalresultate
| Disziplin    | Sieger                         | Finalist                             | Ergebnis    |
| ------------ | ------------------------------ | ------------------------------------ | ----------- |
| Herreneinzel | A. S. Samuel                   | R. S. McCoig                         | 15–8, 15–4  |
| Dameneinzel  | Mavis Macnaughton              | Elizabeth Armstrong                  | 11–6, 13–11 |
| Herrendoppel | Thomas Boyle James Rankin      | Murdo MacLean Edward W. Wilson       | 18–15, 15–6 |
| Damendoppel  | Mavis Macnaughton Olive Wilson | Elizabeth Armstrong Marion Armstrong | 15–4, 15–11 |
| Mixed        | Thomas Boyle Olive Wilson      | Edward W. Wilson Marion Armstrong    | 15–10, 15–7 |